# Curzio Gonzaga
Curzio Gonzaga (Mantova, 1530 circa – Borgoforte, 25 agosto 1599) è stato un diplomatico e scrittore italiano, fu il primo marchese di Palazzolo dal 1595, assieme a Claudio e a Luigi Gonzaga.

## Biografia
Era figlio del marchese Luigi Gonzaga (m. 1549), appartenente alla linea cadetta dei Gonzaga di Palazzolo, e di Elisabetta Lampugnani, figlia di Ottaviano Lampugnani.
Il 4 dicembre 1543 venne nominato arciprete della cattedrale di San Pietro a Mantova. Anziché al sacerdozio, cui era destinato, si diede all'esercizio delle armi, agli studi e alla poesia. Tra il 1557 e il 1558 fu ambasciatore dei Gonzaga presso il duca di Parma Ottavio Farnese. Nell'aprile del 1559 il cardinale Ercole Gonzaga, reggente del Ducato di Mantova, lo inviò come suo delegato presso Carlo V per la pace di Cateau-Cambrésis, che sancì il ritorno del Monferrato sotto il dominio dei Gonzaga. Pochi mesi dopo egli accompagnò il cardinale a Roma, essendo vacante la sede pontificia per la morte di Paolo III, e a Roma restò a lungo, partecipando più alla vita letteraria che a quella politica.
Fu ammesso all'Accademia delle Notti Vaticane, fondata da Carlo Borromeo, ed ebbe relazioni con Torquato Tasso. Tornato in patria, fu alla corte del principe Ferrante II a Guastalla, poi dimorò a lungo anche a Venezia. Nel 1595 il duca Vincenzo lo investì del castello di Palazzolo nel Monferrato, dandogli il titolo di marchese, ma Curzio non poté trasferirvisi a causa della sua salute malferma.
Morì nel 1599 e domandò di essere sepolto nella Chiesa dell'Annunziata che aveva fatto edificare a Boccadiganda, nel territorio di Borgoforte.

## Opere
L'opera principale di Curzio Gonzaga è il poema cavalleresco Il Fidamante (Mantova, 1582 e Venezia, 1591) dove sono descritte le mirabili imprese compiute da un cavaliere per ottenere l'amore d'una donna bellissima, ma severa e insensibile. Le sue Rime furono edite a Vicenza nel 1585. Compose anche una commedia, Gli inganni (Venezia 1592).